# جمار (قرية)
جيمار هي قرية تابعة لبلدية الشقفة ولاية جيجل، تبعد عن عاصمة الولاية بحوالي 18 كلم، تشتهر المنطقة بزراعة الطماطم والبطاطا والفلفل والزيتون بشكل خاص، أيضا تنتج زيت الزيتون ذات نوعية رفيعة.
يمتد إقليم القرية من الطريق الوطني رقم 43 شمالا إلى قرية بودكاك جنوبا، ومن جبل سدات شرقا إلى وادي النيل غربا. سكانها الأصليون هم من قبيلة بني معمر.